# Uwe Biester

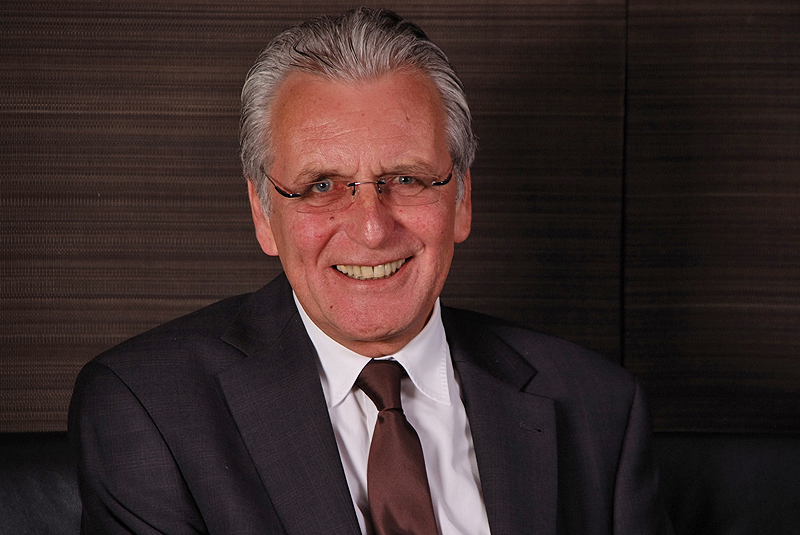
Uwe Biester 2009

Uwe Biester (* 3. September 1948 in Nordleda) ist ein deutscher Kommunalpolitiker und ehemaliges Mitglied des Niedersächsischen Landtags. Er gehörte dem Landtag in den Wahlperioden von 1998 bis 2013 an.

## Leben und Beruf
Nach dem Abitur in Otterndorf leistete Biester seinen Wehrdienst in Stade und Hamburg. Anschließend studierte er Jura an den Universitäten in Tübingen, Genf und Münster. Nach der Promotion und dem zweiten Staatsexamen ist er seit 1977 als Rechtsanwalt und seit 1990 auch als Notar tätig. Darüber hinaus ist Biester in mehreren Aufsichtsräten (u. a. Gas- und Elektrizitätswerke Wilhelmshaven) vertreten.
Er ist verheiratet und hat zwei Kinder. Er ist Mitglied des Corps Rhenania Tübingen.

## Politik
Seit 1980 ist Biester Mitglied der CDU. Von 2000 bis 2002 war er Kreisvorsitzender der CDU Wilhelmshaven. Von 1981 bis 2006 gehörte er dem Rat der Stadt Wilhelmshaven an. Von 1984 bis 1998 war er Beigeordneter und Vorsitzender der CDU-Ratsfraktion. 1998 zog Biester über die CDU-Landesliste in den Niedersächsischen Landtag ein. Bei den Landtagswahlen 2003 holte er das Direktmandat im Wahlkreis Wilhelmshaven, welches er bei den Wahlen 2008 verteidigen konnte.
Biester war rechtspolitischer Sprecher der CDU-Landtagsfraktion seit 1998.
Im November 2011 teilte Biester mit, dass er sich bei der nächsten Landtagswahl 2013 nicht mehr zur Wahl stellen will.